# Jamaica, Land We Love
Jamaica, Land We Love is sinds 1962 het volkslied van Jamaica. De tekst is door Hugh Sherlock geschreven en de muziek werd gecomponeerd door Robert Lightbourne en op maat gemaakt door Mapletoft Poulle.
| First stanza: Eternal father bless our land Guide us with thy mighty hand Keep us free from evil powers Be our light through countless hours To our leaders great defender Grant true wisdom from above Justice, truth be ours forever Jamaica, land we love Jamaica, Jamaica, Jamaica land we love Second stanza: Teach us true respect for all Stir response to duty's call Strengthen us the weak to cherish Give us vision, least we perish Knowledge send us heavenly father Grant true wisdom from above Justice, truth be ours forever Jamaica, land we love Jamaica, Jamaica, Jamaica land we love | Eerste couplet: Eeuwige vader, zegen ons land Leid ons met uw machtige hand Vrijwaar ons van slechte machten Wees ons licht gedurende eindeloze uren Aan onze leiders grote verdediger Geef hun wijsheid van boven Gerechtigheid, de waarheid zal ons eeuwig ten deel vallen Jamaica, land waarvan we houden Jamaica, Jamaica, Jamaica land waarvan we houden Tweede couplet: Leer ons werkelijk respect voor allen Stuur reacties daar waar de plicht roept Sterk ons zwakken, zodat wij bloeien Geef ons visie, zodat we niet verdwijnen Stuur ons kennis, vader in de hemel Schenk ons ware wijsheid van boven Gerechtigheid, de waarheid zal ons eeuwig ten deel vallen Jamaica, land waarvan we houden Jamaica, Jamaica, Jamaica land waarvan we houden |

- MusicBrainz work: 7842dbe0-1637-4129-9424-89ad82228084